# Albert Waalkens
Albert Waalkens (Finsterwolde, 8 juni 1920 – aldaar, 1 april 2007) was een Nederlandse hereboer, galeriehouder en avant-garde kunstpromotor.

## Leven en werk

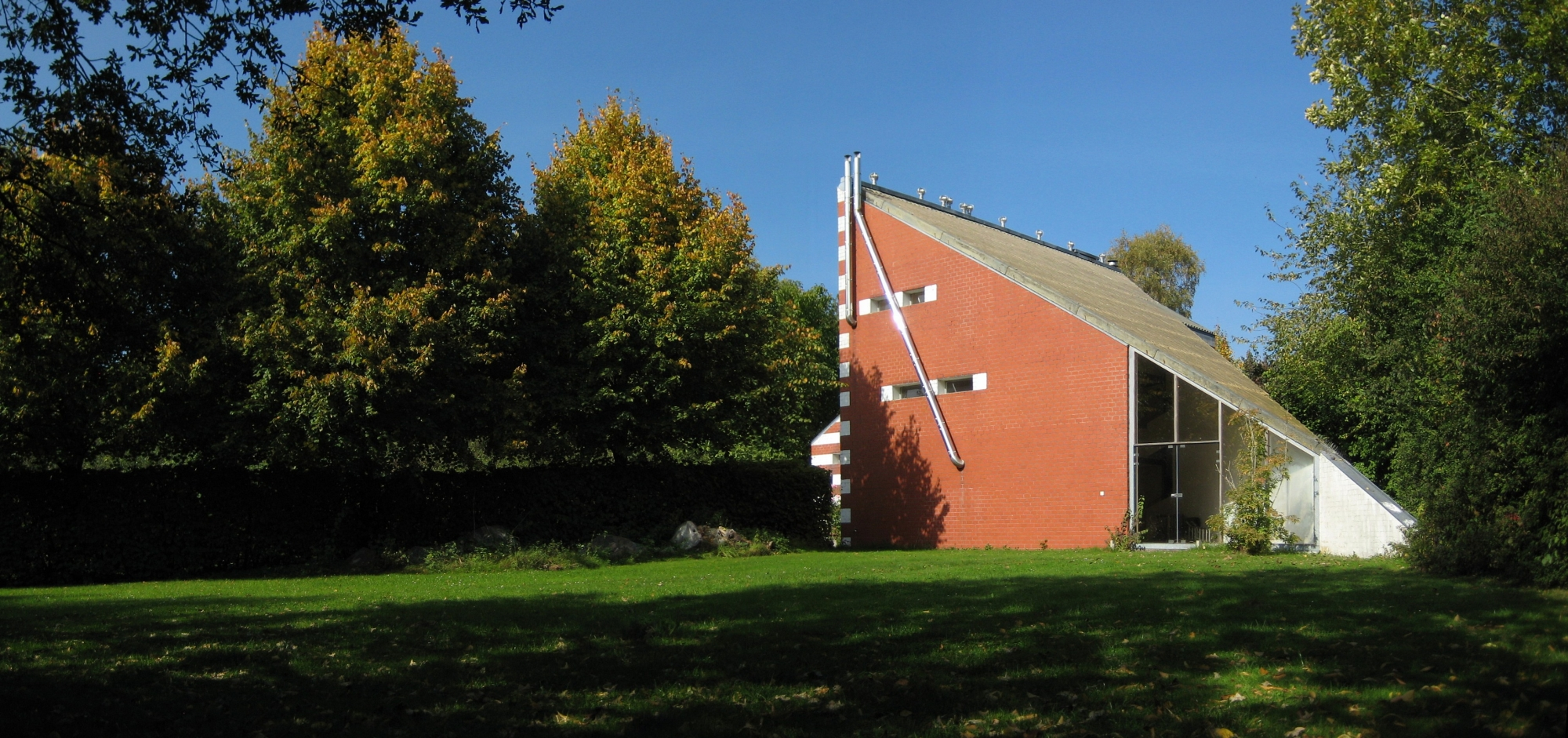
Galerie Waalkens, Finsterwolde, ontworpen door de architect Gunnar Daan (2008)

Al op jonge leeftijd was Albert Waalkens geïnteresseerd in kunst. Op het gymnasium in Winschoten stimuleerde zijn lerares klassieke talen Adri Buning zijn belangstelling daarvoor. Adri Buning maakte in de oorlog deel uit van de verzetsgroep ‘De Blauwe Schuit’, waarvoor Hendrik Werkman de literaire uitgaven drukte. Waalkens maakte het gymnasium niet af en vervolgde zijn opleiding aan de Rijks Landbouw Winterschool in Groningen. Daar ontmoet hij Siep van den Berg, (de schoonzoon van H.N. Werkman), het begin van een lange vriendschap. 1944 nam Albert Waalkens de boerderij van zijn vader over en Siep van den Berg logeerde vaak weken op de boerderij van Albert en Frederika Waalkens. Waalkens vroeg hem om de voorgevel van zijn landbouwschuur in de Finsterwolderpolder te voorzien van een groot abstract schilderwerk. 
In mei 1962 zou Siep van den Berg exposeren in het gemeentehuis van Finsterwolde, maar de expositie kon daar geen doorgang vinden, omdat er in het gemeentehuis geen spijkers in de muren geslagen mochten worden. Daarop zou de vrouw van Albert Waalkens hebben geopperd de tentoonstelling in hun lege stal te houden ‘Koeien eruit, kunst erin’. Het is de start van Galerie Waalkens, aanvankelijk in nauwe samenwerking met Galerie d’Eendt uit Amsterdam. De galerie bood expositie- en werkruimte voor veelal zeer experimentele kunstenaars. Bovendien bood hij de kunstenaars en hun gezinnen onderdak op zijn buitenplaats. Finsterwolde werd hierdoor een trekpleister voor jonge kunstenaars uit de Randstad. Langs de openbare weg in de gemeente verschenen in 1963 beelden van tien kunstenaars onder de titel "beelden in Finsterwolde". Deze expositie was de opmaat tot Beeld en Route in 1967, een tentoonstelling langs de openbare weg van 200 beelden van 63 kunstenaars, die zich uitstrekte van de stad Groningen tot het oosten van de provincie Groningen. In 1963 neemt Albert Waalkens met architect Jan Martini Galerie De Mangelgang in Groningen over. De Mangelgang wordt een dependance van Galerie Waalkens. In 1965 wordt De Mangelgang weer zelfstandig onder een nieuw stichtingsbestuur.
In 1968 kreeg Waalkens de Culturele prijs 1967 van de provincie Groningen, maar hij weigerde de prijs in ontvangst te nemen. Hij was betrokken bij de inzending van een aantal tekeningen en een schilderij van Harry Huisman voor de kunstmanifestatie ‘Vier Hoog Groningen’. De organisatoren vonden de inzending niet geschikt voor een openbare vertoning. De kunstwerken werden overgebracht naar het Groninger Museum waar de politie ze in beslag nam.
Opzienbarend was in 1969 het door Waalkens georganiseerde land art project van de Amerikaanse kunstenaar Dennis Oppenheim. Vanuit een vliegtuig gaf Oppenheim Waalkens instructies om zijn land op een bepaalde manier te ploegen en in te zaaien. Monsters van het later geoogste graan werden wereldwijd op exposities getoond. Daarna sloot Waalkens zijn galerie, om die in 1973 weer te openen. Na zes jaar volgde opnieuw sluiting. In 1982 werd de boerderij getroffen door een grote brand. Gunnar Daan kreeg de opdracht een galeriewoning met atelier te ontwerpen.
In 1997 organiseerde Waalkens de Koetekendagen, waarbij dertig kunstenaars een koe probeerden te tekenen, schilderen of boetseren. In datzelfde jaar richtte hij met zijn tweede vrouw Corrie de Boer de Stichting Galerie De Boer Waalkens op, die voor instandhouding van de expositie- en werkruimtes in Finsterwolde moet zorgen.
In 2000 kreeg Waalkens de Benno Premselaprijs van het Fonds voor Beeldende Kunsten voor zijn stimulerende houding richting kunstenaars. Eerder, in 1989, had hij uit handen van prins Bernhard de Zilveren Anjer uitgereikt gekregen vanwege zijn verdiensten voor de kunst.
Albert Waalkens was de vader van het voormalige PvdA-Tweede Kamerlid Harm Evert Waalkens, die net als zijn vader boer is in Finsterwolde. Albert Waalkens overleed op 86-jarige leeftijd.